# بخش مرکزی شهرستان فلاورجان
بخش مرکزی شهرستان فلاورجان یکی از بخش‌های شهرستان فلاورجان در استان اصفهان ایران است.

## تقسیمات کشوری
- بخش مرکزی شهرستان فلاورجان 
  - دهستان ابریشم
  - دهستان اشترجان

شهرها : فلاورجان ، کلیشاد و سودرجان ، ابریشم ، بوستان ، اشترجان ، مینادشت

## جمعیت
براساس سرشماری عمومی نفوس و مسکن در سال ۱۳۹۵، جمعیت بخش مرکزی شهرستان فلاورجان برابر با ۱۴۹،۱۲۷ نفر بوده‌است.